# Gates to Purgatory
Gates to Purgatory è il primo album in studio del gruppo musicale heavy metal tedesco Running Wild, pubblicato nel 1984 dalla Noise Records.

## Tracce
Testi e musiche di Rolf Kasparek, eccetto dove indicato.
1. Victim of States Power – 3:39
2. Black Demon – 4:29
3. Preacher – 4:26
4. Soldiers of Hell – 3:30
5. Diabolic Force – 5:04
6. Adrian S.O.S. – 2:54 (Rolf Kasparek, Gerald Warnecke)
7. Genghis Khan – 4:13
8. Prisoner of Our Time – 5:26 (Gerald Warnecke)

Durata totale: 33:41
Tracce bonus sulla versione del 1988
1. Walpurgis Night – 4:09 – Tratto dall'EP Victim of States Power del 1984
2. Satan – 5:00 – Tratto dall'EP Victim of States Power del 1984

Durata totale: 9:09

## Formazione
- Rolf "Rock 'n' Rolf" Kasparek – voce, chitarra
- Gerald "Preacher" Warnecke – chitarra
- Stephan Boriss – basso
- Wolfgang "Hasche" Hagemann – batteria